# XHCAH-FM
XHCAH-FM, también conocida como La Popular, es una estación de radio mexicana localizada en Cacahoatán, Chiapas, operada por el Instituto Mexicano de la Radio a través de la frecuencia modulada 89.1 mHz. También opera en la frecuencia 1350 kHz de amplitud modulada bajo las siglas XECAH-AM. Inició operaciones en 1987.

## Historia
Esta emisora, a la par que XEVFS, fue parte de la estrategia del IMER para generar mayor presencia mexicana en la radio, ya que la región estaba dominada por la señales radiofónicas de Guatemala y Belice, esta última retransmitía la estación en inglés Voice of America. En 1985, el IMER firma un convenio con el gobierno de Chiapas para la creación de nuevas emisoras en el estado. Inicia operaciones en 1987 bajo el nombre La voz del Soconusco.
Su programación se centra principalmente en música popular mexicana: ranchera, norteña, regional, música de marimba y noticias. Su principal público se encuentra en Cacahoatán, Unión Juárez y Tuxtla Chico, también tiene presencia en Guatemala.
A partir de 2012 la estación transmite también por medios digitales.